# Taruma
Taruma, pleme američkih Indijanaca čije prvo poznato stanište bilo kod ušća Rio Negra, Brazil. Pleme 1668. (navodi Nicholas Guppy) pomaže u izgradnji Fortaleze de Barra, gdje se danas nalazi grad Manaos. Za kasnije se o njima ne čuje, pa se mislilo da su izumrli, ali ih opet otkriva Sir Robert Schomburgk u području rijeke Essequibo, gdje su sebi ponovno izgradili dom. Tarume su u međuvremenu potukle razne epidemije u kontaktu s Europljanima, i Schomburgk koji je dolazio obilježiti južnu granicu Britanske Gvajane, otkrio je tek potomke nekolicine njih. Tradicionalni dom nalazio im se u području rijeka Kassikaityu i Kuyuwini, gdje su se morali naseliti između 1715. i 1725.
Prema Guppyjevom navodu Tarume su bili poznati proizvođači pojaseva, remenja za pregače i ribeža za kasavu. Za vrijeme prvog Schomburgkovog posjeta bilo ih je oko 500. šest godina kasnije preostalo ih je 150. Među posljednjima koji su vidjeli Tarumce bio je Barrington Brown, bilo je to 1925., a sastojali su se od tek 17 odraslih osoba i troje djece. Sljedeće (1926.) influenca je dovršila njihovo uništenje. Na području Tarumaca kasnije su se naselili Wai-Wai, pleme iz grupe Cariba koje je posjetio posjetio Nicholas Guppy. Guppy, autor knjige o izvornom životu Wai-Wai plemena, nalazi na mjestu njihovog sela Yakka-Yakka, ostatke lončarije Taruma, bez tragova boje, ali s urezima i brazdama. Za ovo mjesto smatra da se 50 do 70 godina prije njegovog dolaska nalazilo selo Taruma. Guppy među Wai-Waima u Gvajani nalazi i jednog Tarumca, Kilimtu,  koji je bio oženjen za Wai-Wai ženu i nije više znao tarumski. Druga dva posljednja Tarumca, zvali su se Kakwe i Foimo, otkriva u Brazilu gdje su sebi izgradili selo od jedne velike kuće, zvano Titko-tirir ili Minyew-bau. U tom selu živjelo je uz njih još tri muškarca, od kojih je jedan pripadao izumrlom tajanstvenom plemenu Emayen ili Mayen, dok su ostali izgleda bili Mawayanci. 
Ovi posljednji Tarume informirali su Guppyja da je nekada njegov narod živio u odijeljenim kućama, a ne u ovakvima kao danas, te da su se duže zadržavali na jednom mjestu, nego što su to činila druga plemena. Imali su veoma naprednu zemljoradnju na čijim je poljima rastao pamuk, duhan, yam, šećerna trska, ananas, manioka, banana i drugo, a najpoznatiji su bili kao uzgajivači lovačkih pasa, što je često citirano po etnografskoj građi. Tarume su obožavali anakondu i u njoj gledali člana svoga plemena, poštovali je i klonili je se. Prema njihovu mitu pramajka Indijanaca bila je kći anakonde. 
Jezično Tarume su po McQuown/Greenbergu klasificirani u Macro-Cariban, a po drugoj klasifikaciji pripadaju Velikoj porodici Equatorial.

## Vanjske poveznice
- 'Sir Robert Schomburgk and his explorations of Guyana'  Arhivirana inačica izvorne stranice od 27. rujna 2007. (Wayback Machine)
- The Variation of Animals and Plants Under Domestication V1
- The Fate Of Other Amerindian Groups